# ミャンマー民族民主同盟軍
ミャンマー民族民主同盟軍（ミャンマーみんぞくみんしゅどうめいぐん、中国語: 緬甸民族民主同盟軍、ビルマ語:  မြန်မာအမျိုးသား ဒီမိုကရက်တစ် မဟာမိတ်တပ်မတေ、英語: Myanmar National Democratic Alliance Army、略称：MNDAA）は、ミャンマー北東部シャン州のコーカン地区を拠点とする、中国系住民コーカン族の武装勢力である。

## 歴史

### 前史
英国植民地時代、ビルマ政庁の権力はサルウィン川以東にはほとんど及ばず、コーカンの土司が朝貢するセンウィーのツァオパーを通して間接的に助言を行うのがせいぜいであった。1950年代初頭、国共内戦に敗れて中国雲南省から撤退してきた国民党軍がコーカン地域に侵入し、コーカン現地の軍閥の長と同盟関係を結んだ。その一人がのちのアジア・ワールド創設者であるロー・シンハンである。彼はミャンマー軍傘下の民兵組織である防衛隊（Ka Kwe Ye: KKY）を結成し、反乱軍と戦う見返りとして麻薬取引を認められた。1960年代後半、ビルマ共産党（CPB）はコーカンの軍閥の長である彭家声に接近した。1968年1月5日、CPBは中国側からコーカンに侵入し、同年中にコーカンの大部分を手中に収めた。1969年9月8日には「コーカン県人民政府」が設立された。1971年、CPBはサルウィン川の東西を接続するクンロン橋を巡る45日間の戦闘で勝利を収めることができず、サルウィン川以西への拡大が制限されることとなった。1989年初頭になるとCPB内部の矛盾が噴出し、また中国共産党から方針の見直しを迫られていた。同年2月20日にパンサンで開かれたCPBの緊急会議ではタキン・バテインティン主席が中国共産党の干渉を非難した。この会議の内容は漏洩し、おそらくCPB下士官の幹部に対する反乱を後押ししたとされる。

### MNDAA黎明期
1989年3月11日、彭家声らCPB内部のコーカン族兵士はCPB党中央に叛旗を翻し、ミャンマー民族民主同盟軍（MNDAA）を設立した。同月17日、MNDAAはワ族兵士の支援のもとサルウィン川西岸のモンコーの東北軍区司令部を占領した。
軍事政権はこれを受け、MNDAAとの仲介者としてロー・シンハンを呼び出し、同月20日にロー・シンハンがコーカンを訪問した。同年4月14日、MNDAAはチンシュエホーで軍事政権のティンウィン中佐らと和平会談を行った。
同月20日、彭家声の弟、彭家富を含むMNDAA指導者らはラーショーでロー・シンハン、コーカンの土司の家系である楊家の楊金秀（Olive Yang）、そしてミャンマー軍元将校かつNLD共同創設者の一人であるアウンジーと会談した。その2日後、彭家富はクンロンで軍情報局のトップのキンニュンおよびミャンマー陸軍北東軍管区司令のマウンティン准将と停戦交渉を行った。MNDAAは停戦の見返りに、軍事政権から「開発援助」として500万チャットと数千袋の米を受け取ったとされる。
同年11月14日、MNDAA支配下のサルウィン川東岸のコーカン県および西岸のモンコー県が、高度な自治権を持った領域「シャン州第一特区」として認められ、彭家声は特区主席に就任した。また、MNDAAは特区警察部隊としてミャンマー政府から見なされ、合法的な地位を獲得した。

### MNDAAの混乱
1992年11月29日、MNDAA副総参謀長であった楊茂良はワ州連合軍の支持を得てクーデターを起こし、彭家声をコーカンから放逐した (1992年コーカン内戦)。楊派と彭派の内紛は死者・負傷者合わせて200人余りを出す惨事となった。
1995年8月1日、モンコーの県知事であったアチャン族のモンサラは楊茂良に叛旗を翻し、モンコー地区防衛軍を設立した。カチン独立軍とカチン防衛軍の支援を受けたモンコー地区防衛軍をMNDAA楊派は攻略することが出来ずにいるのを見て、彭派は反攻を決意した。
同年11月、彭家声の弟、彭家富率いるMNDAA彭派はワ州連合軍とシャン州東部民族民主同盟軍の支持の下、チンシュエホーを占領し、中央政府に向けて混乱を収束させるように声明を出した。MNDAA楊派は中央政府に権力を返上し、MNDAA彭派が権力の座に舞い戻った。しかしながらモンコーは第1特区の行政下から外れることとなった
(1995年コーカン内戦)。
1995年以降特区政府は麻薬撲滅を掲げて、本格的にコーカン自治区のケシの栽培を禁止し始め、2004年頃にはほぼ完全にこれを撲滅した。一方、突然、生計手段を失った住民は経済的に困窮して餓死者を出すまでに至った。

### 2009年コーカン軍事衝突
2009年3月11日には、建軍20周年を記念する軍事パレードが行われた。
同年、軍事政権は2008年憲法との整合性を取るために、MNDAAに対して国軍傘下の国境警備隊への転換を要求した。
2009年7月には国境警備隊への改編に関する交渉が破談になり、国軍はコーカン地域を包囲するように軍隊を展開して圧力をかけ始めた。しかし、ケシ栽培が規制され、経済的に厳しい状況に置かれていたMNDAAには、これに対抗する軍事的余裕がなかったとされる。
2009年8月8日、ミャンマー警察が武器修理工場の摘発を行ったところ、MNDAAとの軍事的緊張が生じた。同月24日、MNDAAの白所成らは国軍側に離反し、彭家声らを批判する声明を出した。軍事政権は同月25日に白所成を主席とする「シャン州第一特区臨時管理委員会」を承認した。同月26日、特区主席の彭家声はチンシュエホーからワ州へと逃亡した。27日にはMNDAA彭派と国軍の間で戦闘が起きたが、29日午前8時を以て国軍は完全に彭派の拠点を制圧し、戦闘が終了した。この一連の衝突により、中国側の南傘口岸には31,000人を超える避難民が押し寄せた（2009年コーカン軍事衝突）。そしてこの白所成支配下のコーカン自治区は、国軍の庇護を受けながら、カジノ、売春、人身売買、臓器売買、オンライン詐欺のメッカとなっていったと言われている。

### MNDAA再建後
2014年12月、彭家声は中国の環球時報の取材に応じ、コーカンの奪還に向けた意欲を語った。

#### 2015年コーカン衝突
2015年2月には支配地域奪還を狙った侵攻を開始し、2015年2月27日の時点で「中越国境地帯の紛争、激化」とロシアメディアは伝えている。それによれば、2月10日には難民化した10万人が中国に越境し、2月17日には現地に非常事態宣言が発令された。一部メディアからは、中国政府が背後で武器提供や傭兵提供をミャンマー政府は指摘しており、中国政府はそれを否定するコメントを発している。ミャンマーにクリミア型侵略などとも報じられている。
2015年の侵攻以降は、MNDAAはコーカン地区の北端にてミャンマー政府軍との戦闘を継続しており、紅岩（ホンアイ）地区に拠点を築いた。遊軍がコーカン地区中部のコンジャン（拱掌）、ターシュエタン （大水塘）付近に出没し、ミャンマー軍に対するゲリラ戦を行っていた。
2016年11月20日にタアン民族解放軍、アラカン軍、それにカチン独立軍と共に北部同盟を結成し、ここからカチン独立軍を除いた3勢力で2019年に三兄弟同盟を結成している。

#### 1027作戦とコーカン自治区奪還
詳細は「1027作戦」を参照。
2021年2月にクーデターで成立した軍事政権とも対立しており、同じく軍事政権打倒を目指す民主派勢力と連携し2023年10月下旬より総攻撃を開始。シャン州内でアラカン軍（AA）、タアン民族解放軍（TNLA）とともに国軍と武力衝突し、軍の拠点や中華人民共和国へ通じる主要道路を占拠した。その結果、ミャンマー北部の中国との国境近くや西部州における複数の軍事拠点や街を制圧する事態となったため、中国が仲介に乗り出し同年12月に軍事政権側との交渉を行った。2024年1月10日から11日にかけて両者は中国の仲介で同国の昆明市にて和平交渉を行い、三兄弟同盟として軍事政権と一時停戦で合意。交渉を通じた問題解決を目指すこととなった。ただコーカン自治区を奪還した途端、軍事政権と停戦合意したことは、MNDAAが軍事政権打倒、フェデラル民主主義実現の目標をNUG・PDFなどの民主派と本心から共有しているか疑義を生じさせた。。実際、自治区を奪還した後、MNDAAは自治区内道路拡張の名目でラオカイにあるビルマ族の人々の商店を取り壊し、自治区へのビルマ族、ビルマ族との混血の人々の出入りを禁止した。またMNDAAは自治区内のカチン族、シャン族、タアン族、ラカイン族、カレンニー族などの出稼ぎ労働者を強制徴兵して最前線に送り出しており、脱走者は投獄されたり、木に吊るされたり、射殺されるなどしているのだという。さらにMNDAA兵士が仏教を冒涜する写真がSNSで拡散する事件も相次いだ。
3月11日に開催されたMNDAA結成35周年式典では、彭徳仁は「国軍の無敵神話を粉砕」「戦後の復興」「軍に対する党の支配」「戦闘能力の強化」「クーデター後の政治的複雑さ」「高い政治意識の維持」などについて演説した。4月には殺人・誘拐の罪で逮捕したMNDAA兵士3名の公開裁判、公開処刑を断行して権力を誇示した。
その後、三兄弟同盟が勢力拡大したシャン州北部では、MNDAAがモンコーでカチン独立軍（KIA）の旗を撤去したり、カチン族コミュニティが運営する学校を占拠して軍事拠点に転用したり、逆にタアン民族解放軍（TNLA）がクッカイの建設局からMNDAAの旗を撤去し、MNDAAに退去を命じたことがきっかけで、両軍の間に戦闘が勃発して死傷者を出したりするなど、北部同盟・三兄弟同盟のメンバー内での衝突が生じた。
6月25日、軍部からの度重なる攻撃を受けていたTNLAは停戦の終了を宣言。海埂協定は破棄され、1027作戦の第2波が始まった。MNDAAも参戦し、8月3日にシャン州のラーショーを制圧（ラーショーの戦い（英語版））、同地に拠点を置く国軍北東軍管区司令部を占拠した。国軍の地方司令部が反乱軍に占拠されたのは史上初のことだった。その後、MNDAAはラーショーをコーカン自治区に編入すると発表した。
9月4日、MNDAAは（１）MNDAAは独立国家を追求するのではなく、自治区を維持する意向である（２）MNDAAはNUGとのいかなる連携も否定し、マンダレー、タウンジーへの攻撃を行わない（３）中国政府の和平イニシアティブに従い、政治的手段で問題を解決するという内容の声明を発表した。件の声明は即日削除されたが、その後、19日に再発表した。
11月中旬、10月末に雲南省昆明を訪れたMNDAAのリーダー・彭徳仁が中国当局に身柄を拘束され、ラーショーからの撤退を迫られていると報道される。中国当局は病気治療のための滞在だとこの報道を否定。その後、MNDAAは停戦合意に向けた国軍との交渉に応じるとの声明を発表した。
2025年1月18日、中国の仲介により、昆明でMNDAAと国家行政評議会（SAC）との間で停戦協定が締結され、4月21日からMNDAAはラーショーから撤退し、郊外に兵力を移動した。その際、病院の医療機器や学校の備品、変圧器などの公共財を大量に持ち去ったとされ、住民から批判の声が上がった。2010～2011年に日本などから寄贈された高度な医療機器も持ち去られたと報じられている。4月22日、SACの車両やヘリコプターがラーショーに到着し、兵士や政府職員、市民が戻り始めた。SACは、北東司令部を再構築し、支配の回復を図った。

## 組織構造
特区政府時代、MNDAAは特区政府管理委員会の指揮下に置かれていた。

## 旅団構成
MNDAAには以下の4個旅団が組織されている。
- 第211旅団 – センウィーとクンロンで活動している。センウィーのアジアハイウェイの南北を移動している。
- 第311旅団 – コーカン地域のホンアイ（紅岩）、チンシュエホー（清水河）近くのナムパ山（南帕山）、モータイ（慕泰）、コンジャン（拱掌）周辺で活動している。
- 第511旅団 - モンコー地区で活動している。モンコー（勐古）、パンサイ（棒賽）、大モンボー （大勐博）、モンヤー（勐牙）、モンホム（勐洪）などサルウィン川西岸で活動している。
- 第611旅団 – 本来クカイ地区での活動を意図していたが、2021年クーデター後に編成が変更され、国民防衛隊、人民解放軍、バマー人民解放軍、ミャンマーロイヤルドラゴン軍（英語版）（現ビルマ国民革命軍）、カレンニー諸民族防衛隊などの1000以上の兵士が訓練され、武装している。同旅団は多民族旅団と呼ばれており、アラカン軍大隊も含む最強の旅団である。

## アヘン対策
1997年、日本の国際協力機構（JICA）は、コーカン地域で、アヘンの代替作物として主に日本の市場向けのソバ栽培プロジェクトを開始した。2002年にはにコーカン当局が同地域でアヘン禁止令を施行するまでに至ったが、日本市場までの距離の遠さと採算の合わなさが大きな障害となった。そして2009年と2015年にコーカン地域で国軍とMNDAAが衝突するに及び、このプロジェクトは頓挫した。
また2003年からは、国連薬物犯罪事務所（UNODC）主導で設立した「コーカンとワ主導（Kokang and Wa Initiative：KOWI)」というパートナシップを通じ、ケシ農家とその家族が基本的な生活ニーズを満たせるよう支援することを目的として、国連機関や国際NGOに対してワ州やコーカン地域への進出を促すプロジェクトも始まった。2005年1月にアメリカ連邦裁判所が麻薬密売容疑でUSWAの指導者たちを起訴したことにより、このプロジェクトも頓挫した。

## 批判
- ヒューマン・ライツ・ウォッチは、MNDAAが未成年者を含む若者を拉致して強制的に徴兵していると告発している[52]。